# Stunt motocyklowy

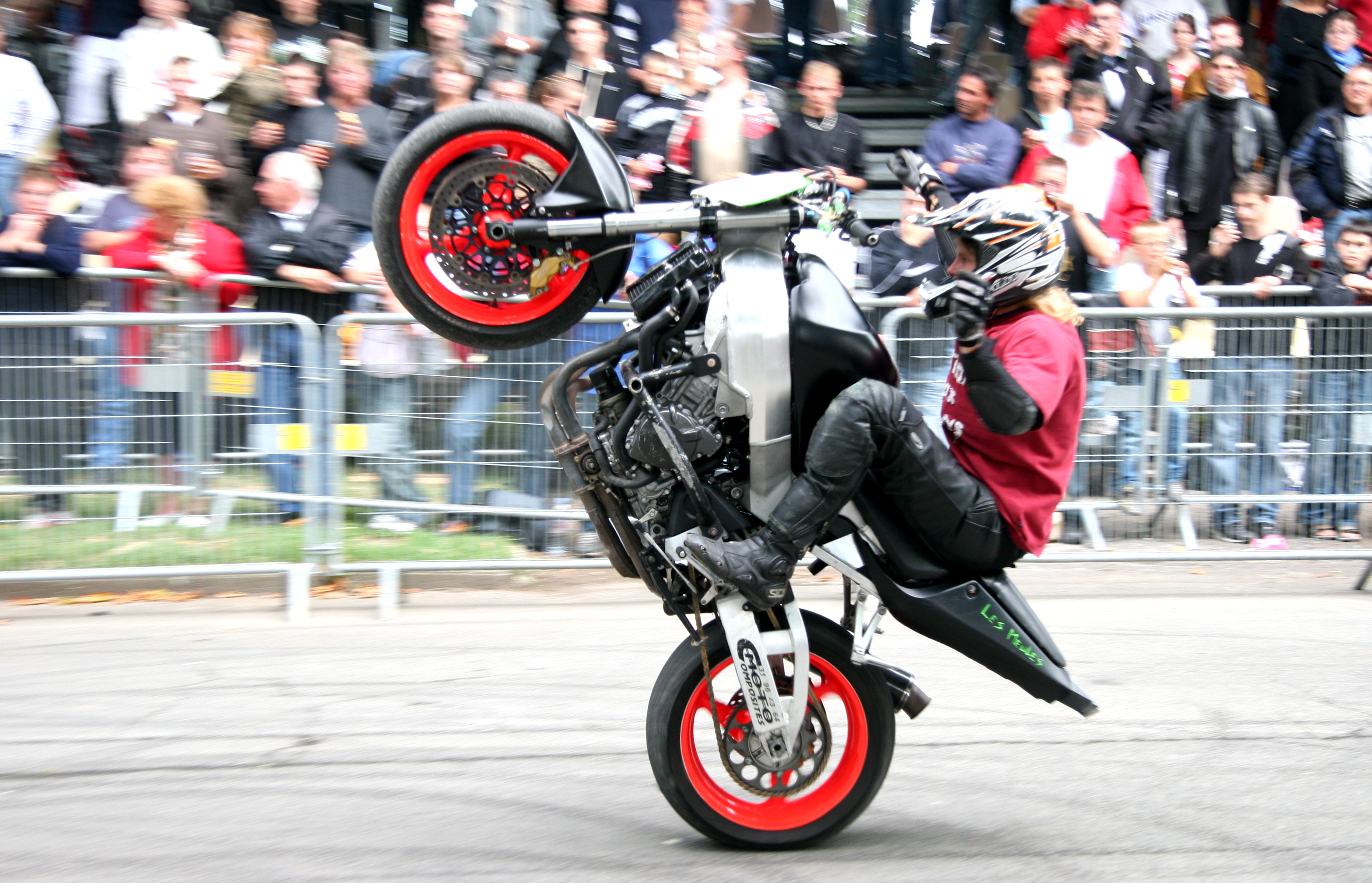
Jazda na tylnym kole

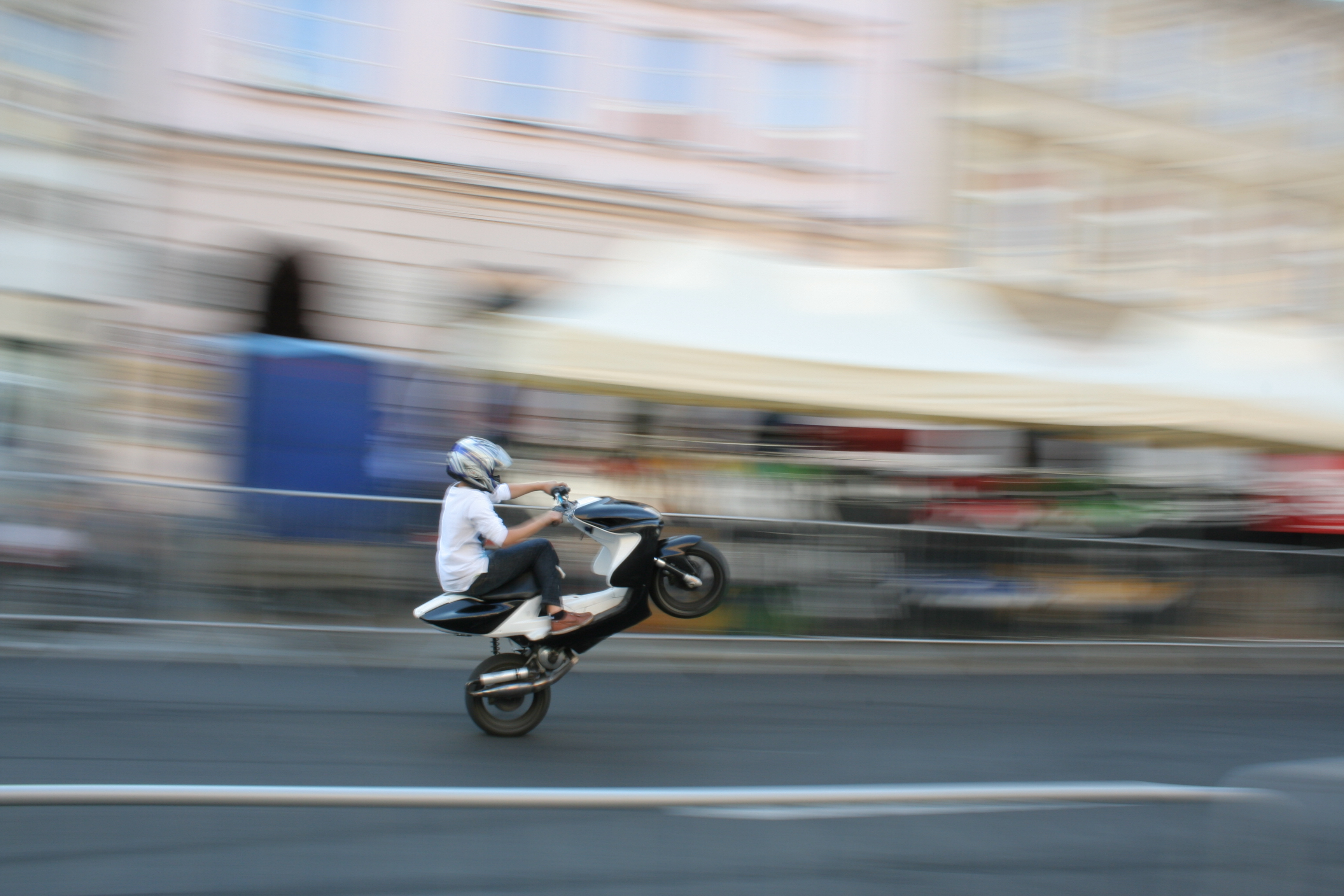
Skuter Yamaha Aerox jadący na tylnym kole

Stunt motocyklowy – dyscyplina sportowa polegająca na wykonywaniu kombinacji wyczynów kaskaderskich na motocyklu lub sposób prowadzenia motocykla polegający zazwyczaj na popisowej jeździe na jednym kole wraz z wykonywaniem różnych akrobacji.

## Opis
Pierwsze wyczyny kaskaderskie powstawały na potrzeby przemysłu filmowego. W Stanach Zjednoczonych popularne stały się wyczyny kaskaderskie polegające na wykonywaniu długich skoków oraz tak zwana beczka śmierci, w której kaskader jeździł po pionowych ścianach, wykorzystując działanie siły odśrodkowej. Rozwój motocykli sportowych ułatwił wykonywanie różnych sztuczek. Obecnie stunt staje się coraz bardziej popularny dzięki niskim cenom motocykli i łatwości zmodyfikowania motocykla do potrzeb stuntu. Podstawą jazdy są wielogodzinne treningi. Stunterzy mają świadomość zagrożeń i dokonują treningów tylko na zamkniętych kawałkach asfaltowych jezdni, parkingach itp.

## Motocykle
Do wykonywania sztuczek nadaje się niemal każdy motocykl, począwszy od motorowerów, skuterów aż do wielkich i ciężkich motocykli. W każdym przypadku konieczne jest zmodyfikowanie kilku elementów, gdyż seryjny motocykl mógłby ulec uszkodzeniu podczas nieumiejętnej jazdy.
- Wyposażenie seryjne – usuwane są elementy które nie są potrzebne podczas wykonywania sztuczek. Są to m.in. owiewki, lampy, liczniki.
- Elementy ochronne – chronią one motocykl w razie upadku. Są to m.in. klatka na silnik, crashpady, stelaż. W większości przypadków elementy te są wykonywane ręcznie w przydomowych garażach, istnieje zaledwie kilka firm specjalizujących się w tego typu przeróbkach.
- Silnik – przede wszystkim konieczne jest zmodyfikowanie układu smarowania w silniku czterosuwowym. Jest to ważne podczas długiej jazdy na tylnym kole oraz pracy silnika na obrotach maksymalnych.
- Układ chłodzenia – Podczas wykonywania trudniejszych technicznie ewolucji motocykl toczy się nierzadko poniżej 15 km/h. W efekcie bardzo mała ilość zimnego powietrza przepływa przez chłodnicę, doprowadzając do gotowania się płynu chłodniczego. Aby zapobiec gotowaniu się układu chłodzenia stosuje się m.in. chłodnicę o większej powierzchni chłodzącej, manualny wyłącznik wentylatora bądź też montowanie dodatkowych wentylatorów.
- Układ przeniesienia napędu – w skuterach modyfikowane są elementy przekładni CVT. W motocyklach z manualną skrzynią biegów najtańszym sposobem na poprawienie przyśpieszenia, a co za tym idzie łatwiejsze podnoszenie motocykla na jedno koło przy mniejszych prędkościach jest stosowanie niestandardowych zębatek. Na tylne koło stosowana jest zębatka większa o 15-20 zębów, natomiast zębatka przeniesienia napędu z silnika zastępowana jest mniejszą o 1 lub 2 zęby. Każda ingerencja w układ przeniesienia napędu zmienia osiągi pojazdu. W przypadku motocykli sportowych, prędkość maksymalna zmniejsza się nawet o 100 km/h. W przypadku motorowerów lub skuterów różnica nie jest tak drastyczna.
- Hamulec ręczny tylnego koła – klamka hamulcowa montowana najczęściej po lewej stronie kierownicy. Układ ten umożliwia zdjęcie prawej nogi z hamulca nożnego i przechodzenie do innych pozycji podczas jazdy, jednocześnie pozostawiając pełną kontrolę tylnego hamulca w ręce kierowcy.

## Techniki
- wheelie – jazda na tylnym kole
- stoppie – jazda na przednim kole, wykorzystująca działanie przedniego hamulca
- burnout – palenie opony
- drifting – jazda bokiem przy jednoczesnym poślizgu tylnego koła, podobnie jak drifting samochodem. Technika ta jest bardzo trudna do opanowania.